# Keiichi Suzuki
Keiichi Suzuki (jap. 鈴木恵 Suzuki Keiichi; ur. 21 marca 1949 w Prefekturze Kanagawa) – japoński kierowca wyścigowy.

## Kariera
Suzuki rozpoczął karierę w międzynarodowych wyścigach samochodowych w 1979 roku od startów w Japońskiej Formule Pacyfik. Z dorobkiem szesnastu punktów uplasował się tam na dziewiątej pozycji w klasyfikacji generalnej. W późniejszych latach Japończyk pojawiał się także w stawce FIA World Endurance Championship, All Japan Sports-Prototype Championship, IMSA GTU Championship, Japanese Touring Car Championship, World Sports-Prototype Championship, All Japan Sports Prototype Car Endurance Championship, European Touring Car Championship, Asia-Pacific Touring Car Championship, 24-godzinnego wyścigu Le Mans, All Japan Touring Car Championship, All-Japan GT Championship oraz Super GT.